# Suhum (distrito)
Suhum es un distrito de la región Oriental, Ghana. En septiembre de 2018 tenía una población estimada de 108 053 habitantes.
Se encuentra ubicado al sureste del país, a poca distancia al sur del lago Volta y de la meseta de Kwahu, y cerca del río Birim, uno de los afluentes principales del río Pra.